# Fourever
《FOUREVER》는 대한민국 밴드 DAY6의 여덟 번째 EP이다. 2024년 3월 18일 JYP 엔터테인먼트를 통해 발매되었으며, 리드 보컬이자 기타리스트인 EaJ가 탈퇴한 이후 4인조로서 발매한 첫 작품이다. EP에는 밴드의 여러 멤버가 공동 작곡하고 홍지상이 프로듀싱한 7개의 트랙이 포함되어 있다.

## 배경 및 발매
JYP 엔터테인먼트는 2월 28일 컴백 필름을 통해 그룹의 컴백을 알렸으며,  3월 18일 앨범과 타이틀곡 'Welcome to the Show)'를 발표했다.

## 트랙 목록
모든 곡의 편곡은 홍지상이 맡았다.
| #            | 제목                          | 작사                     | 작곡                     | 재생 시간 |
| ------------ | ----------------------------- | ------------------------ | ------------------------ | --------- |
| 1.           | 〈Welcome to the Show〉       | Young K                  | 원필                     | 3:37      |
| 2.           | 〈Happy〉                     | Young K                  | 성진 원필 홍지상         | 3:09      |
| 3.           | 〈The Power of Love〉         | Young K                  | 성진 Young K 원필 홍지상 | 3:22      |
| 4.           | 〈널 제외한 나의 뇌〉         | Young K                  | 성진 원필 홍지상         | 2:46      |
| 5.           | 〈나만 슬픈 엔딩〉            | 성진 Young K 원필 홍지상 | 성진 원필 홍지상         | 3:24      |
| 6.           | 〈사랑하게 해주라〉           | Young K                  | 성진 원필 홍지상         | 4:03      |
| 7.           | 〈그게 너의 사랑인지 몰랐어〉 | 성진 Young K 원필 홍지상 | 성진 Young K 원필 홍지상 | 3:59      |
| 총 재생 시간 | 총 재생 시간                  | 총 재생 시간             | 총 재생 시간             | 24:22     |

## 차트
| 2024년 차트   | 최고 순위 |
| ------------- | --------- |
| 써클차트 앨범 | 3         |

| 2024년 차트   | 순위 |
| ------------- | ---- |
| 써클차트 앨범 | 11   |